# Angelus (nagrada)
Srednjeevropska literarna nagrada angelus (poljsko Nagroda Literacka Europy Środkowej Angelus) 
je nagrada za najboljše prozno delo srednjeevropskega avtorja, ki je v preteklem letu izšlo v poljščini (bodisi kot izvirno delo bodisi kot prevod).
Za nagrado lahko kandidirajo dela avtorjev iz sledečih držav: Albanija, Avstrija, Belorusija, Bosna in Hercegovina, Bolgarija, Češka, Črna Gora, Estonija, Hrvaška, Kosovo, Latvija, Litva, Madžarska, Makedonija, Moldavija, Nemčija, Poljska, Romunija, Rusija, Slovaška, Slovenija, Srbija, Ukrajina.
Med prijavljenimi deli žirija najprej izbere 14 nominirancev, nato 7 finalistov in na koncu glavnega nagrajenca. Slovenska dela so bila do sedaj nominirana trikrat: Goran Vojnović je leta 2020 dobil glavno nagrado za roman Jugoslavija, moja dežela, Drago Jančar pa je bil med finalisti v letih 2011 (z romanom Katarina, pav in jezuit) ter 2015 (z romanom To noč sem jo videl).

## Nagrajenci
- 2024: Monika Helfer: Die Bagage | Avstrija

- 2023: Saša Stanišić: Herkunft (sl. Čigav si)  | Nemčija / Bosna in Hercegovina (izvirnik je napisan v nemščini)

- 2022: Edward Pasewicz: Pulverkopf | Poljska

- 2021: Katerina Babkina: Мій дід танцював краще за всіх | Ukrajina

- 2020: Goran Vojnović: Jugoslavija, moja dežela | Slovenija

- 2019: Georgi Gospodinov: Физика на тъгата (sl. Fizika žalosti) | Bolgarija

- 2018: Maciej Płaza: Robinson w Bolechowie | Poljska

- 2017: Oleg Pavlov: Карагандинские девятины, или Повесть последних дней | Rusija

- 2016: Varujan Vosganian: Cartea șoaptelor | Romunija

- 2015: Serhij Žadan: Месопотамія | Ukrajina

- 2014: Pavol Rankov: Stalo sa prvého septembra (alebo inokedy) (sl. Zgodilo se je prvega septembra (ali pa kdaj drugič)) | Slovaška

- 2013: Oksana Zabužko: Музей покинутих секретів | Ukrajina

- 2012: Miljenko Jergović: Srda pjeva, u sumrak, na Duhove (sl. Pleše v somraku) | Bosna in Hercegovina

- 2011: Svetlana Aleksijevič: У войны не женское лицо (sl. Vojna nima ženskega obraza) | Belorusija

- 2010: György Spiró: Messiások | Madžarska

- 2009: Josef Škvorecký: Příběh inženýra lidských duší (sl. Inženir človeških duš) | Češka

- 2008: Péter Esterházy: Harmonia cælestis (sl. Harmonia cælestis) | Madžarska

- 2007: Martin Pollack: Der Tote im Bunker: Bericht über meinen Vater (sl. Smrt v bunkerju : poročilo o mojem očetu) | Avstrija

- 2006: Jurij Andruhovič: Дванадцять обручів (sl. Dvanajst krogov) | Ukrajina

## Nagrada bralcev
Od leta 2014 lahko bralci preko spleta glasujejo za svoje najljubše delo. Seznam zmagovalcev:
- 2024: Tatiana Țîbuleac: Grădina de sticlă (sl. Stekleni vrt) | Moldavija

- 2023: Tamara Duda: Доця | Ukrajina

- 2022: Jaroslav Rudiš: Winterbergs letzte Reise | Češka

- 2021: Katerina Babkina: Мій дід танцював краще за всіх | Ukrajina

- 2020: Sergej Lebedjev: Гусь Фриц | Rusija

- 2019: Jurij Vinničuk: Танґо смерті | Ukrajina

- 2018: Maciej Płaza: Robinson w Bolechowie | Poljska

- 2017: Andrea Tompa: A hóhér háza | Romunija

- 2016: Varujan Vosganian: Cartea șoaptelor | Romunija

- 2015: Lucian Dan Teodorovici: Matei Brunul | Romunija

- 2014: Pavol Rankov: Stalo sa prvého septembra (alebo inokedy) (sl. Zgodilo se je prvega septembra (ali pa kdaj drugič)) | Slovaška